# خیرک، خیزی
خیرک، خیزی (به ترکی آذربایجانی: Khirek) یک منطقهٔ مسکونی در جمهوری آذربایجان است که در شهرستان خیزی واقع شده‌است.